# Huawei Mate 10 Porsche Design
Huawei Mate 10 Porsche Design — смартфон з лінійки Huawei Mate. Світова презентація відбулася 16 жовтня 2017 року в Мюнхені разом із Huawei Mate 10 та Huawei Mate 10 Pro.
Смартфон продається в єдиному чорному кольорі Diamond Black.
Належить до преміальної серії смартфонів зі стартовою ціною $1645. Станом на серпень 2020 року вартість Huawei Mate 10 Porsche Design в магазинах України — 14999 грн.
Має ексклюзивний дизайн, розроблений у співробітництві із дизайнерським бюро Porsche Design: глянцева чорна рамка, надпис Porsche Design на передній панелі, металеві клавіші живлення та гучності із рифленою поверхнею.

## Апаратне забезпечення
За технічними характеристиками модель Huawei Mate 10 Porsche Design майже повністю повторює характеристики Huawei Mate 10 Pro.
Процесор — Hisilicon Kirin 970 з чотирма ядрами Cortex-A73 (частота 2.4 ГГц) та чотирма ядрами Cortex-A53 (частота 1.8 ГГц).
Графічний процесор — Mali-G72 MP12.
Екран — FullHD+ дисплей розміром 6 дюймів із роздільною здатністю 2160х1080 (FullHD+), співвідношення сторін 18:9. Дисплей покритий захисним склом Corning Gorilla Glass 4. Екран займає 81 % загальної площі фронтальної панелі.
Акумулятор — незмінний 4000 мА/г.
Основна камера — подвійна зі світлосилою f/1.6: 12 МП (ширококутний) та 20 МП (монохромний). Має подвійний спалах, оптичну та цифрову стабілізацію, HDR, функцію панорами та можливість запису відео у форматі 4К. Оптика від Leica.
Фронтальна камера — 8 МП (f/2.0) з оптичною стабілізацією.
Відмінність Huawei Mate 10 Porsche Design: апарат оснащено внутрішньою пам'яттю в розмірі 256 Гб. Оперативна пам'ять складає 6 Гб. Можливість розширення пам'яті шляхом карти пам'яті відсутня.

## Програмне забезпечення
Huawei Mate 10 Porsche Design працює на операційній системі Android 8.0 (Oreo). Графічна оболонка — EMUI 8.0 з ексклюзивною темою Porsche Design.
Підтримує стандарти зв'язку: GSM 850 / 900 / 1800 / 1900 МГц, HSDPA 800/850/900/1700/1900/2100 МГц, LTE Cat. 18 (до 1200 Мбіт/с), діапазони: 1, 2, 3, 4, 5, 6, 7, 8, 9, 12, 17, 18, 19, 20, 26, 28, 29, 32, 34, 38, 39, 40.
Бездротові інтерфейси: Wi-Fi 802.11 a/b/g/n/ac; Bluetooth 4.2, 4.2, LE, aptX, aptX HD, A2DP; Wi-Fi Hotspot, Wi-Fi Direct, Wi-Fi Display, DLNA.
Смартфон підтримує навігаційні системи: GPS, A-GPS, ГЛОНАСС, Galileo, BeiDou.
Huawei Mate 10 Porsche Design підтримує NFC, має інфрачервоний порт, не має ФМ радіо.

## Додатково
Додатково до комплекту входить: шкіряний чохол та Bluetooth гарнітура Porsche Design.